# Liane Holliday Willey
Liane Holliday Willey (1959) és una escriptora estatunidenca.
Va ser diagnosticada amb Síndrome d'Asperger el 1999. Va ser la primera persona a usar el terme «aspie» en una publicació, en aquest cas en el seu llibre Pretending to be Normal (pàgines 71 i 104) el 1999.